# Stray Kids
Stray Kids (кор. 스트레이 키즈, Стхреи Кхидж; также сокращается как SKZ) — южнокорейский бой-бэнд, сформированный в 2017 году лейблом JYP Entertainment. Коллектив состоит из восьми участников: Бан Чана (он же лидер), Ли Ноу, Чханбина, Хёнджина, Хана, Феликса, Сынмина и Ай Эна. В октябре 2019 года группу покинул Уджин. Ансамбль известен своим собственным производством и продюсированием песен, поскольку Бан Чан, Чханбин и Хан являются музыкальными продюсерами, что объединяет их в саб-юнит под названием 3Racha. По состоянию на декабрь 2024 года, общий тираж корейских и японских альбомов насчитывает более 31 миллиона копий.
В 2017 году лидер группы, Бан Чан, выбирал соответствовавших его личному видению стажёров JYP Entertainment, что встречается редко в индустрии K-pop и отличается от формирований коллективов под управлением агентств. После набора группа участвовала в одноимённом с ней реалити-шоу на выживание под руководством JYP и в конце шоу её первоначальный состав был утверждён. 8 января 2018 года Stray Kids выпустили предебютный мини-альбом Mixtape, а их официальный дебют состоялся 25 марта с выпуском мини-альбома I Am Not. После дебютного альбома состоялись релизы других мини-альбомов трилогии «I Am» в 2018 году — I Am Who в августе и I Am You в октябре. В 2019 году были выпущены альбомы серии «Clé» — Clé 1: Miroh в марте, Clé 2: Yellow Wood в июне и Clé: Levanter в декабре.
В 2020 году первый студийный альбом Go Live стал первым альбомом Stray Kids, сертифицированным как платиновый Корейской ассоциацией музыкального контента (KMCA), что стало первым достижением коллектива. В том же году группа совершила дебют в Японии с релизом сборника SKZ2020, изданного лейблом Epic Records Japan. Их дебютный японоязычный сингл «Top» дебютировал на вершине хит-парада Oricon Singles Chart, сделав Stray Kids четвёртыми внеяпонскими мужскими исполнителями, возглавлявшими чарт сразу в ходе дебюта. В 2021 году состоялся релиз второго студийного альбома Noeasy, который за месяц разошёлся миллионным тиражом, став первым альбомом группы, добившимся такого результата.
В 2022 году Stray Kids заключили контракт с лейблом Republic Records в рамках своего продвижения в США. После этого группа представила четыре своих мини-альбома — Oddinary, Maxident (оба в 2022), Rock-Star (2023) и Ate (2024), а также третий студийный альбом 5-Star (2023) и первый микстейп Hop (2024). Все шесть изданий сразу возглавили хит-парад Billboard 200 и смогли попасть в UK Albums Chart в Великобритании, что сделало Stray Kids первыми исполнителями, чьи шесть альбомов дебютировали на вершине Billboard 200. Студийный альбом 5-Star был сертифицирован в Южной Корее как пятимиллионный, сделав коллектив третьей группой, достигнувшей этого после BTS и Seventeen. В 2023 году находились в списке «Лидеров следующего поколения» журнала Time. В 2025 году стали первой K-pop-группой, чьи пять альбомов были сертифицированы как золотые в США.

## Карьера

### 2017—2018: Формирование, дебют и трилогияI Am
4 августа 2017 года стало известно, что лейбл JYP Entertainment планирует транслировать новое реалити-шоу, в результате которого сформируется новый мужской коллектив (аналогично в 2015 году в реалити-шоу «Sixteen» сформировали гёрл-группу Twice). Больше информации стало известно в последующие два месяца, а также было объявлено название — «Stray Kids». До начала шоу был выпущен видеоклип на песню «Hellevator», который позже стал цифровым синглом. Премьера «Stray Kids» состоялась 17 октября, в течение всего шоу участники подвергались оценке своих навыков и умений. Первым исключили Ли Минхо, следом ушёл Феликс. Однако, в финальном эпизоде посредством зрительского голосования и оценки Пак Чинёна, стало известно, что группа дебютирует в изначальном составе из девяти человек, поэтому выбывшим участникам удалось попасть в финальный состав.

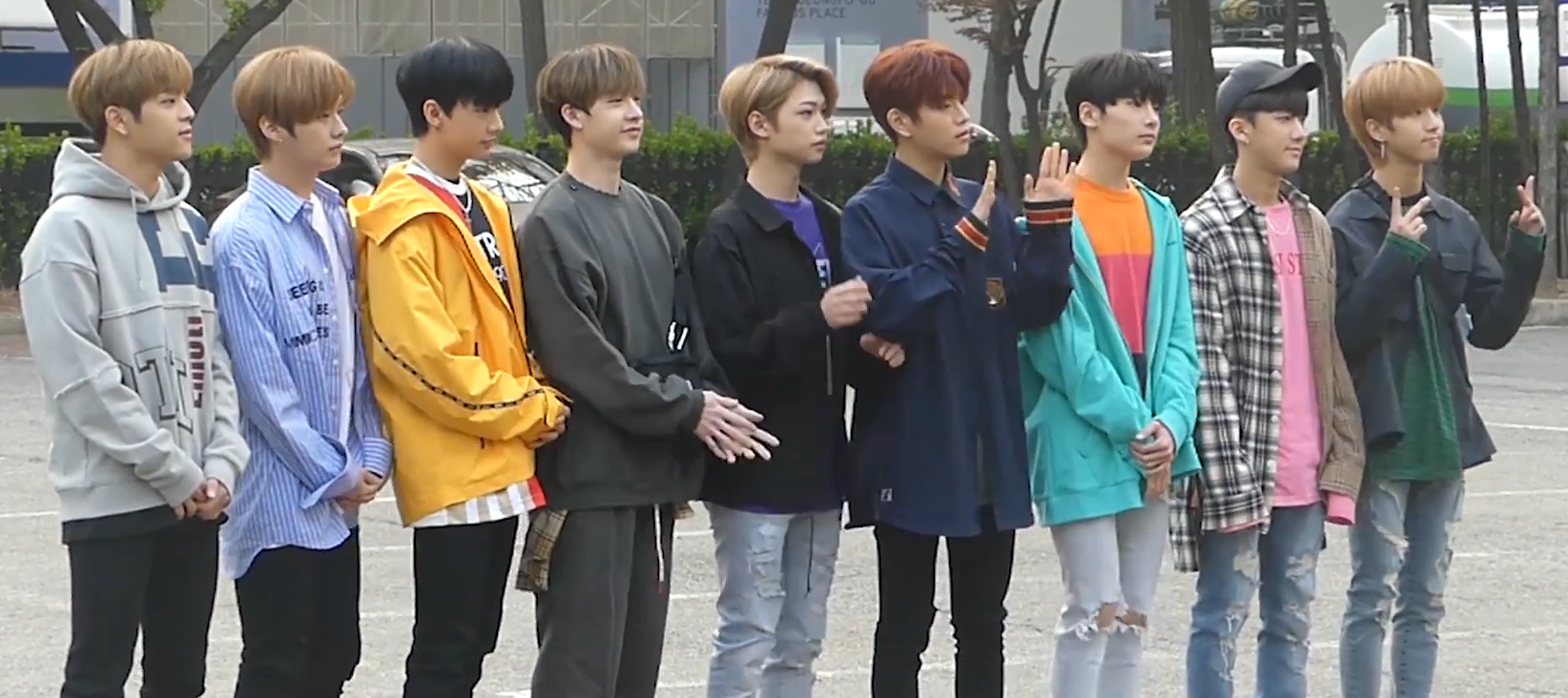
Stray Kids направляются на репетицию Music Bank, апрель 2018 года

Вместе с запуском официального сайта Stray Kids, лейбл JYP Entertainment анонсировал релиз предебютного мини-альбома Mixtape. Он состоял из семи композиций, включая песню «Hellevator» и все были созданы при участии самих участников. Mixtape и танцевальная версия видеоклипа «Grrr» были выпущены 8 января 2018 года, а танцевальная версия «Young Wings» — неделей позже. Mixtape занял вторую строчку в чарте Gaon Album Chart и ту же позицию в Billboard World Albums Chart.
5 марта был анонсирован дебютный шоукейс Stray Kids Unveil: Op. 01: I Am Not, состоявший на арене Чанчхун в Сеуле 25 марта. На следующий день состоялся релиз дебютного мини-альбома I Am Not. На следующий день группа официально дебютировала, выпустив мини-альбом I Am Not и музыкальный видеоклип на заглавный сингл «District 9». Видеоклипы синглов «Grow Up» и «Mirror» были выпущены 31 марта и 23 апреля соответственно. Альбом I Am Not дебютировал на четвёртой позиции в альбомном чарте Gaon Album Chart и был продан в количестве более 54 000 физических копий в марте.
14 апреля Stray Kids выступили на KCON Japan 2018, что стало первым зарубежным выступлением группы. 1 августа было объявлено официальное название фэндома — «Stay». 6 августа состоялось возвращение группы со вторым мини-альбомом I Am Who с заглавным синглом «My Pace». 4 октября лейбл JYP Entertainment анонсировал третий концерт группы «Stray Kids Unveil (Op. 03: I Am You)», состоявший 21 октября в Олимпийском зале Сеула. Через день, 22 октября, группа вновь вернулась с третьим мини-альбомом I Am You.

### 2019: трилогияCléи уход Уджина

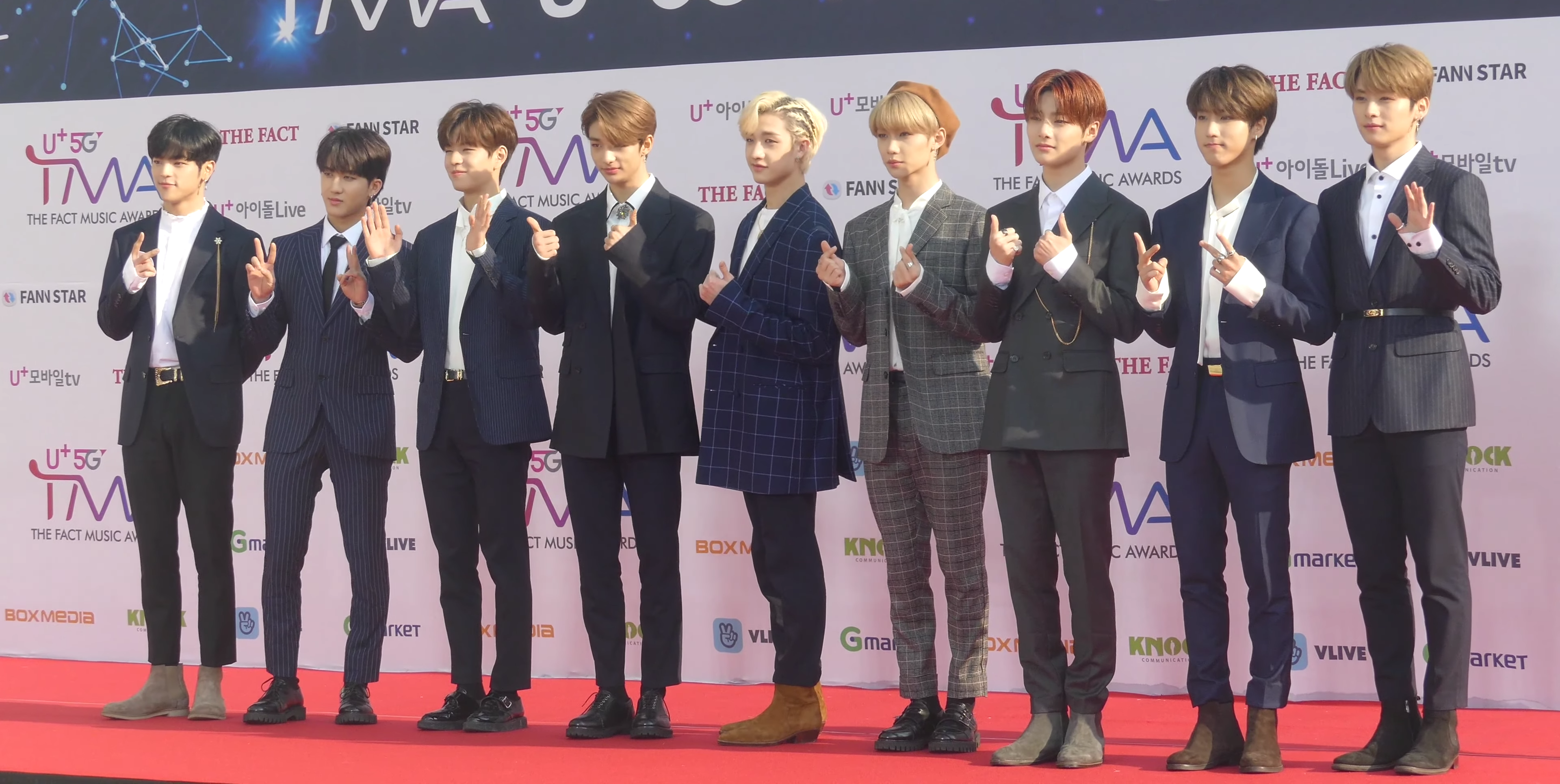
Stray Kids на The Fact Music Awards, апрель 2019 года.

5 марта 2019 года JYP объявил о третьем возвращении группы 25 марта с выпуском своего четвёртого мини-альбома Clé 1: Miroh в ознаменование первой годовщины дебюта коллектива. Группа одержала свою первую победу 4 апреля на музыкальной программе «M Countdown» с заглавным синглом «Miroh». 20 марта вышло реалити-шоу «В поисках Stray Kids». 19 июня группа выпустила свой первый специальный альбом Clé 2: Yellow Wood, а также заглавный сингл «Side Effects» (кор. 부작용) между американской и европейской частями своего первого мирового тура; в августе в рамках тура Stray Kids также провели первый российский концерт в Москве.
Stray Kids выпустили цифровой сингл под названием «Double Knot» 9 октября, а также объявили о своём мировом туре «District 9 Unlock World Tour», начиная с 23-24 ноября в Олимпийском зале в Сеуле, с пятым мини-альбомом Clé: Levanter, выпущенным 25 ноября. Однако 28 октября лейбл JYP заявил, что Уджин покинул группу из-за нераскрытых личных обстоятельств, и в результате отложили выпуск альбома до 9 декабря. 13 ноября группа выпустила музыкальный видеоклип для сингла «Astronaut», первая композиция без Уджина в составе коллектива из восьми человек. 26 декабря Stray Kids выпустили цифровой сингл «Mixtape: Gone Days», первый сингл проекта «Mixtape».

### 2020: японский дебют, «Top»,Go Live,In LifeиAll In

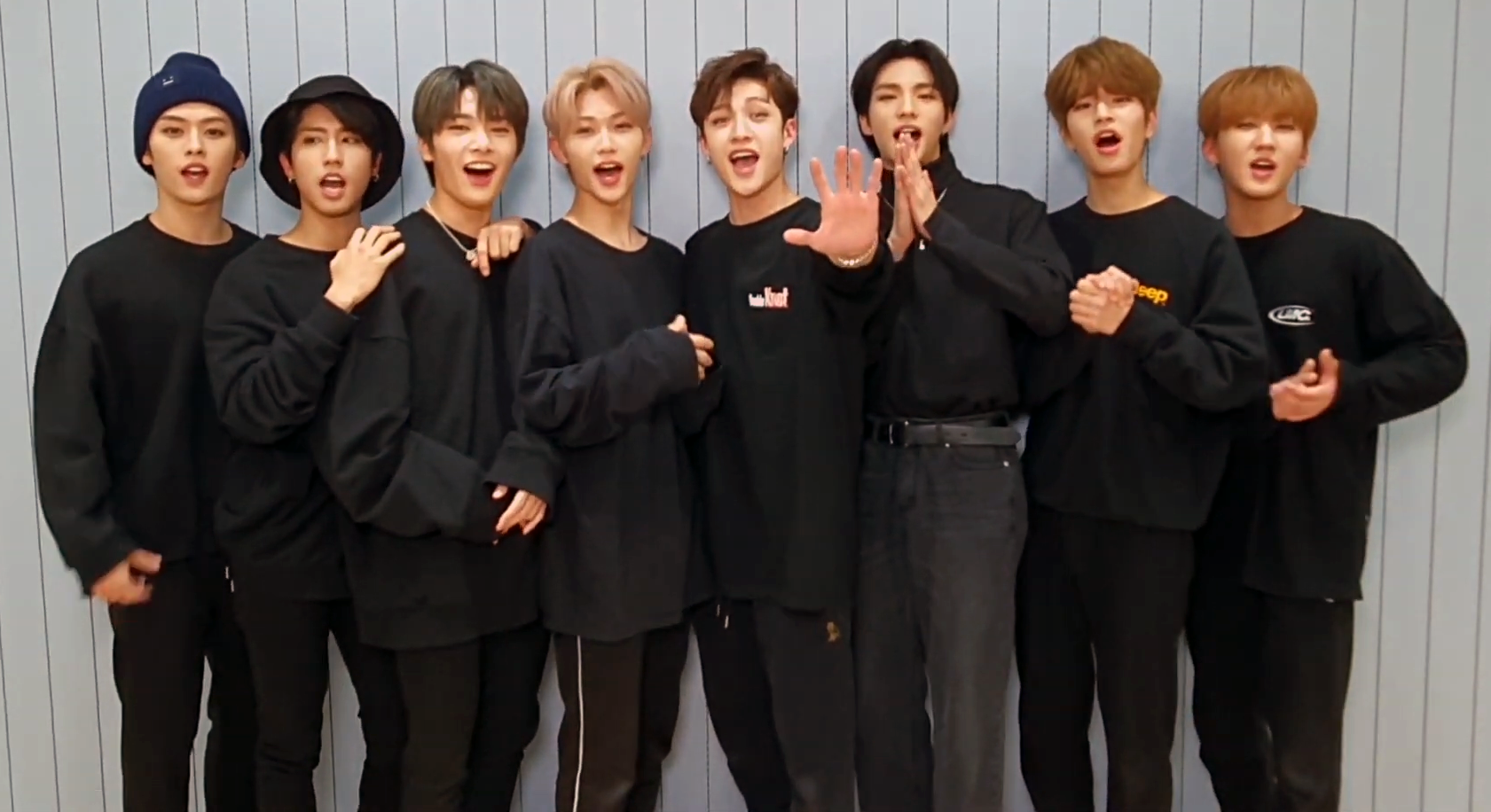
Stray Kids в декабре 2019 года

Stray Kids выпустили первую английскую версию «Double Knot» и «Levanter» в качестве цифрового сингла Step Out of Clé, а также музыкальный видеоклип на английском языке «Double Knot» 24 января 2020 года. Официальный японский дебют Stray Kids состоялся 18 марта со сборником SKZ2020, выпущенным лейблом Epic Records Japan в Японии и Южной Корее, с предыдущими песнями и включая японские версии корейскоязычных синглов «My Pace», «Double Knot» и «Levanter». 26 марта Stray Kids выпустили второй цифровой сингл «Mixtape: on Track» проекта «Mixtape». 3 июня состоялся выпуск первого японского сингл-альбома «Top», являвшая композицией вступительной заставки аниме-сериала «Башня Бога». Корейская версия была выпущена 13 мая, а английская 20 мая. Сингл дебютировал на первой позиции в японском чарте Oricon Singles Chart, сделав Stray Kids четвёртыми иностранными исполнителями, возглавлявшими чарт со своим первым синглом, после Чан Гын Сока, Exo и iKon.
17 июня Stray Kids выпустили первый студийный альбом Go Live с заглавным синглом «God’s Menu», включая корейскую версию «Top» и «Slump», а также предыдущие выпущенные синглы «Gone Days» и «On Track». Go Live стал самым продаваемым альбомом группы, дебютировав на первой позиции в Gaon Album Chart, продав 243 462 копии к концу месяца и достигнув пятого места в ежемесячном выпуске того же чарта. В августе 2020 года Корейская ассоциация музыкального контента (KMCA) сертифицировала альбом как платиновый, что стало первым достижением группы. Сингл «God’s Menu» стал первым синглом группы, получившим золотой сертификат Американской ассоциации звукозаписывающих компаний (RIAA). 14 сентября группа вернулась с переизданием своего первого студийного альбома под названием In Life. Во время промоушена группа одерживала победы в музыкальных телешоу, такие как «Show Champion» и «M Countdown». Журнал Time поставил заглавный сингл «Back Door» на восьмое место в списке «10 лучших песен 2020 года».
4 ноября был выпущен первый японский мини-альбом All In, а также японские версии «God’s Menu» и «Back Door», а также их первую японскую версию сингла «Top». 22 ноября Stray Kids провели свой первый онлайн-концерт под названием «Unlock: Go Live In Life» через сервис Beyond Live как продолжение их тура «District 9: Unlock», который пришлось отложить и отменить из-за пандемии COVID-19. Во время концерта группа впервые исполнила корейскую версию своей песни «All In», выпущенной 26 ноября в качестве цифрового сингла.

### 2021:Kingdom: Legendary War,NoeasyиChristmas EveL

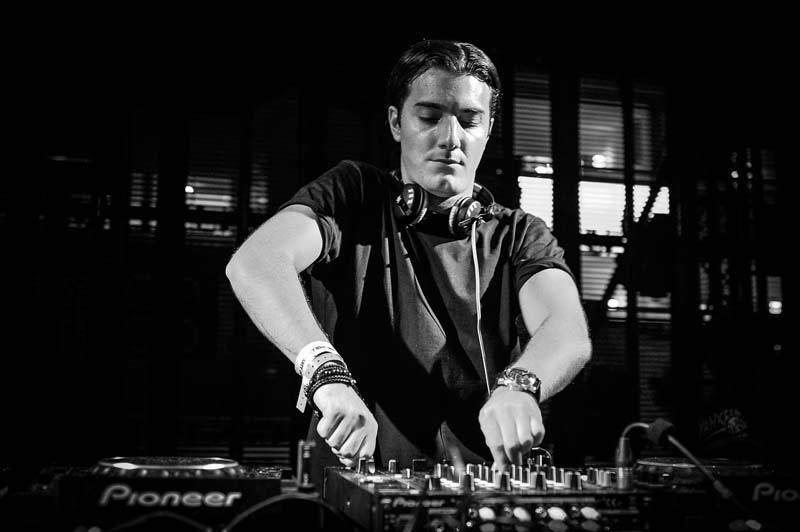
Stray Kids сотрудничали с Алессо

На церемонии премии Mnet Asian Music Awards 2020 года было объявлено, что Stray Kids примут участие в первом сезоне реалити-шоу Kingdom: Legendary War. 28 мая 2021 года группа выпустила песню для финального тура шоу под названием «Wolfgang», которая ознаменовала первое появление группы в главном цифровом чарте Gaon под 138-й строчки. Они заняли первое место на шоу, заработав собственное реалити-шоу и специальное шоу Kingdom Week в честь своего возвращения.
Stray Kids провели первую официальную фан-встречу Stray Kids 1st #LoveSTAY SKZ-X 20 февраля 2021 года через V Live и их первый японский фан-митинг под названием «STAYing Home Meeting» в честь первой годовщины их японского дебюта 18 марта. 19 марта группа выпустила совместную песню со шведским продюсером Алессо и китайским диджеем Corsak под названием «Going Dumb» для мобильной версии PlayerUnknown's Battlegrounds, возглавившую чарты Itunes более 42 стран в первые дни выпуска.
26 июня Stray Kids выпустили третий сингл для своего микстейп-проекта «Mixtape: Oh». Сингл возглавлял чарт Billboard World Digital Song Sales. 23 августа группа выпустила свой второй студийный альбом Noeasy. Альбом дебютировал на первой позиции в альбомном чарте Gaon Album Chart, продав более 1,1 миллиона копий по состоянию на август 2021 года и получивший миллионный сертификат от Корейской ассоциации музыкального контента (KMCA), что сделало их первыми исполнителями лейбла JYP Entertainment, продавшими более миллиона копий альбома. Заглавный сингл альбома «Thunderous» занимал 33-ю позицию в чарте Gaon Digital Chart и 80-ю в глобальном чарте Billboard Global 200 и одержал шесть побед на музыкальных программах. Сопроводительный музыкальный видеоклип на YouTube набрал 100 миллионов просмотров за 55 дней после релиза, что стало пятым и самым быстрым видео группы, достигшим этой отметки.
Группа выпустила свой второй японский сингл «Scars» / «Thunderous» (японская версия) 13 октября. Сингл занял вторую строчку в чарте синглов Oricon и Billboard Japan Hot 100, продав более 180 000 копий компакт-дисков. 29 ноября был выпущен сингл-альбом на рождественскую тематику «special holiday» под названием Christmas EveL, в который вошли одноимённый сингл и «Winter Falls» в качестве ведущих синглов. Он достиг пика в чарте Gaon Digital Chart, только в 2021 году было продано более 743 000 копий и был сертифицирован Корейской ассоциацией музыкального контента как дважды платиновый. 23 декабря группа завершила год выпуском цифрового сборника SKZ2021, включающего перезаписанные версии предыдущих песен и корейскую версию «Scars».

### 2022:Oddinary,CircusиMaxident
10 февраля 2022 года было объявлено, что Stray Kids подписали контракт с Republic Records для продвижения в США в рамках стратегического партнёрства JYP Entertainment с лейблом, наряду с Itzy. Группа провела свою вторую фан-встречу под названием «Шоколадная фабрика» с 12 по 13 февраля в Олимпийском зале Сеула; второй день встречи транслировался на Beyond Live. 18 марта Stray Kids выпустили свой шестой мини-альбом Oddinary с заглавным синглом «Maniac». Альбом возглавил чарты Республики Кореи, Финляндии, Польши и США. Oddinary стал первым альбомом Stray Kids, попавшим в Billboard 200, и сделал их третьим корейским музыкальным коллективом в истории, возглавившим чарт после BTS и SuperM. В марте альбом разошёлся тиражом более 1,5 миллионов копий, став самым продаваемым альбомом группы и их вторым миллионным альбомом после Noeasy. Заглавный сингл «Maniac» стал первой песней группы, попавшей в UK Singles Chart в Великобритании и Bubbling Under Hot 100 в США, заняв 98-ю и 19-ю позиции соответственно.
Для продвижения мини-альбома Stray Kids объявили о своём втором мировом туре «Maniac World Tour» 6 марта, стартовавшего в конце апреля в Сеуле, после чего состоялись концерты в Азии, Австралии и Северной Америке. Тур завершился в Лос-Анджелесе 2 апреля 2023 года. 22 июня Stray Kids выпустили свой второй японский мини-альбом Circus, состоящий из одноимённого заглавного сингла, японской версии «Maniac» и новой песни «Your Eyes». Альбом дебютировал на второй позиции в Oricon Albums Chart и возглавил Billboard Japan Hot Albums. 1 августа группа неожиданно выпустила сингл «Mixtape: Time Out» для празднования четвёртой годовщины раскрытия имени фэндома «Stay».
Перед предстоящим релизом Stray Kids выпустили «Heyday» в исполнении Бан Чана, Чханбина и Хана для франшизы «Street Man Fighter». Седьмой мини-альбом группы Maxident был выпущен 7 октября с заглавным синглом «Case 143». Альбом возглавлял чарты Республики Кореи, Польши и США. Maxident стал вторым альбомом группы и четвёртым южнокорейским и неанглийским альбомом, возглавившим Billboard 200, а также стал первым альбомом Stray Kids и лейбла JYP Entertainment, проданным тиражом более трёх миллионов копий. 21 декабря группа выпустила третий сборник SKZ-Replay, содержащий сольные песни участников. Международная федерация производителей фонограмм (IFPI) поставила Stray Kids на седьмое место среди самых продаваемых артистов 2022 года. По версии МФПФ, мини-альбомы Maxident и Oddinary были шестыми и четырнадцатыми самыми продаваемыми альбомами 2022 года.

### 2023:The Sound,5-Star,Social Path / Super BowlиRock-Star
Первый японский студийный альбом The Sound был выпущен 22 февраля 2023 года. Альбом занял первое место в ежедневном рейтинге альбомов Oricon, продав уже в первый день более 250 тысяч копий, став самым продаваемым японским альбомом коллектива в первый день и первую неделю. 2 июня 2023 года группа выпустила свой третий студийный альбом 5-Star, включающий в себя заглавный сингл «S-Class» и сингл «Topline» записан совместно с рэпером Tiger JK. Альбом возглавил чарты восьми стран, включая Республику Корея, Францию, США и другие. 5-Star стал первым студийным альбомом и третьим альбомом группы после Oddinary и Maxident, сразу возглавлявшим Billboard 200. По состоянию на июнь 2023 года, было продано более 5 миллионов копий альбома. Корейская ассоциация музыкального контента (KMCA) присвоила альбому пятимиллионный сертификат. Stray Kids с песней «S-Class» одержали победу в номинации «За лучшее K-pop видео» церемонии MTV Video Music Awards 2023 года.

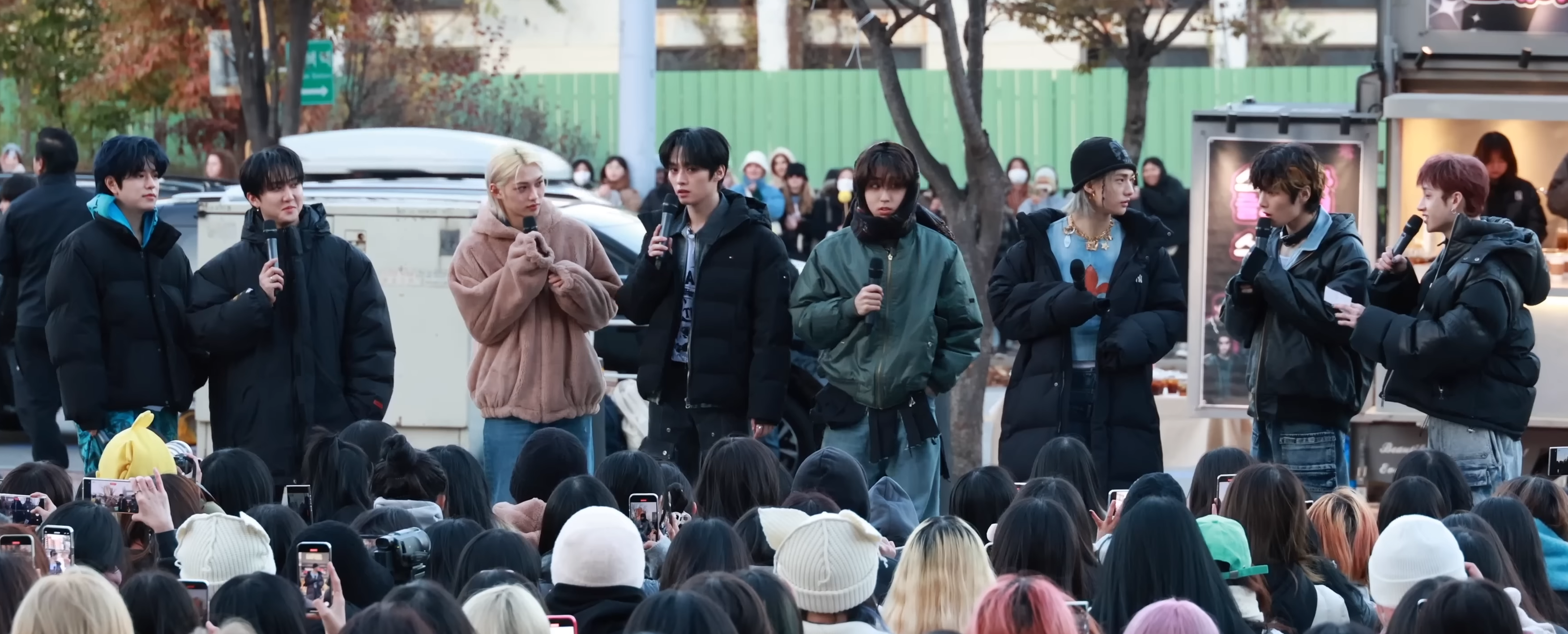
Stray Kids на мини-фан-встрече, 11 ноября 2023

Stray Kids провели свою третюю фан-встречу «Pilot: For 5-Star в KSPO Dome» с 1 по 2 июля и организовали купольный тур под названием «5-Star Dome Tour» в Республике Корея и Японии с августа по октябрь. Участники были хедлайнерами музыкального фестиваля Lollapalooza в Париже 21 июля. Изначально 23 сентября Stray Kids планировали выступить на фестивале Global Citizen в Нью-Йорке, однако в связи с дорожно-транспортным происшествием у участников Ли Ноу, Хёнджина и Сынмина, вместо полного состава выступили Бан Чан, Чханбин и Хан, участники продюсерской подгруппы 3Racha. Первый мини-альбом Social Path / Super Bowl на японском языке выпущен 6 сентября, в котором содержатся два заглавных сингла — «Social Path» (с участием LiSA) и «Super Bowl» (японская версия). Альбом возглавлял Oricon Albums Chart и Billboard Japan Hot Albums, получив позднее миллионный сертификат.
В октябре Stray Kids приняли участие в ремикс-версии песни Lil Durk «All My Life». 10 ноября был выпущен восьмой мини-альбом Rock-Star, состоящий из восьми композиций, включая заглавный сингл «Lalalala» и корейскую версию «Social Path». Альбом возглавлял чарты Республики Корея и США, сделав Stray Kids первой группой и вторыми исполнителями после Алиши Киз, чьи первые четыре альбома дебютировали на вершине Billboard 200. В это время сингл «Lalalala» занимал 90-ю строчку в Billboard Hot 100, став первой песней группы, попавшим в американскую «горячую сотню». Также, в 2023 году Stray Kids получили благодарность премьер-министра Республики Корея в Корейской премии популярной культуры и искусства и приняли участие в 74-м выпуске японского новогоднего телевизионного шоу «Кохаку ута гассэн». Международная федерация производителей фонограмм (IFPI) назвала Stray Kids третьими самыми продаваемыми исполнителями 2023 года, уступая певице Тейлор Свифт и бой-бэнду Seventeen. МФПФ также назвала 5-Star и Rock-Star самыми продаваемыми альбомами в мире в 2023 году.

### 2024: «Lose My Breath»,Ate,GiantиHop
В январе 2024 года Stray Kids исполнили «God’s Menu», «S-Class» и «Topline» в Париже на благотворительном мероприятии «Le Gala des Pièces Jaunes», организованным первой леди Франции Брижит Макрон, супругой президента Франции Эмманюэля Макрона. В феврале группа вместе с Пак Чинёном, Itzy и Nmixx сотрудничали с компанией Coca-Cola, выпустив лимитированную серию «K-Wave» Coke Zero Sugar, сопровождавшуюся песней «Like Magic».
В марте 2024 года Stray Kids провели свои фан-встречи под названием «Магическая школа» в Сеуле с 29 по 31 марта. Также участники группы исполнили песню «Why?», вышедшую 12 апреля и является саундтреком японского телесериала «Re: Revenge – Yokubo no Hate ni». 6 мая Stray Kids посетили ежегодное мероприятие Met Gala в качестве гостей американского модельера Томми Хилфигера, став первой южнокорейской музыкальной группой, посетившее это мероприятие. 10 мая Stray Kids выпустили сингл «Lose My Breath» с участием американского певца Чарли Пута. Песня занимала 90-ю позицию в Billboard Hot 100, 97-ю в UK Singles Chart и 66-ю в TopHit в России.
18 июля стало известно, что участники Stray Kids продлили контракт с лейблом JYP Entertainment. Через день, 19 июля, выпущен девятый мини-альбом Ate с заглавным синглом «Chk Chk Boom». Альбом возглавлял альбомные чарты Южной Кореи, Бельгии, Франции, Венгрии, Польши, Португалии и США. Stray Kids стали первой группой, чьи первые пять альбомов дебютировали на вершине Billboard 200 и вторыми исполнителями после американского рэпера DMX. Сингл «Chk Chk Boom» занимал 25-ю строчку в TopHit в России, 30-ю в UK Singles Chart в Великобритании и 49-ю в Billboard Hot 100 в США, что на данный момент является высшей позицией для группы в последнем. 23 июля коллектив представил промо-сингл «Slash», который стал саундтреком для фильма «Дэдпул и Росомаха». Для продвижения мини-альбома Ate Stray Kids выступили на крупных музыкальных фестивалях I-Days в Милане, BST Hyde Park в Лондоне и Lollapalooza в Чикаго. Кроме этого, группа организовала третий мировой тур под названием «Dominate World Tour», стартовавший в августе в Сеуле и охватывает Азию, Австралию, Латинскую и Северную Америки и Европу; тур завершился в Риме 30 июля 2025 года.
6 октября 2024 года Stray Kids стали второй корейской группой, выступившей на церемонии American Music Awards после BTS. 16 октября ансамбль наряду с Ён Мико и Томом Морелло представили совместную песню «Come Play», которая стала одним из саундтреков второго сезона мультипликационного сериала «Аркейн». 13 ноября группа выпустила второй японоязычный студийный альбом Giant, включающий одноимённый заглавный сингл и саундтреки «Night» и «Falling Up» для арки «Workshop Battle» второго сезона аниме-сериала «Kami no Tō: Tower of God». 13 декабря был выпущен первый микстейп под названием Hop, включающий заглавный сингл «Walkin on Water» и сольные песни участников. Альбом сочетает в себе влияние хип-хопа, представляя музыку в так называемом жанре «SKZhop» — термин, объединяющий инициалы группы, сокращённое название «SKZ» и «хип-хоп». Hop возглавлял чарты Республики Корея и США, сделав Stray Kids первыми исполнителями и первой группой, чьи первые шесть альбомов смогли дебютировать на вершине Billboard 200. Американская ассоциация звукозаписывающих компаний (RIAA) присвоила микстейпу золотой сертификат, после чего стали первой группой, чьи пять изданий были сертифированны как золотые в США. По данным Международной федерации производителей фонограмм (IFPI) по итогу 2024 года, Stray Kids стали пятыми самым продаваемыми исполнителями в этом году, в то время как их мини-альбом Ate — десятым самым продаваемым альбомом.

### 2025—настоящее время:Mixtape: Dominate,HollowиKarma
С 14 по 16 февраля 2025 года Stray Kids провели свои пятые фан-встречи под названием «SKZ 5’Clock». 21 марта в рамках празднования седьмой годовщины дебюта группы был выпущен сингл-альбом Mixtape: Dominate с корейской версией японоязычного сингла «Giant», второй который является его лид-синглом, а также с четырьмя песнями дуэтов. Издание Forbes Asia внёс бой-бэнд в свой список «30 Under 30» в категориях индустрий развлечений и спорта. 18 июня состоялся релиз четвёртого японоязычного мини-альбома Hollow с одноимённым заглавным синглом. Издание дебютировало на первой позиции двух японских альбомных чартов Oricon Albums Chart и Billboard Japan Hot Albums.
21 августа 2025 года после завершения мирового тура «Dominate» Stray Kids впервые выступят на церемонии «K-World Dream Awards». 22 августа планируется выпустить четвёртый корейскоязычный студийный альбом Karma, включающий в себя ведущий сингл «Ceremony».

## Артистизм

### Музыкальный стиль
Музыка бой-бэнда Stray Kids черпает вдохновение из таких жанров, как хип-хоп, дабстеп, хеви-метал, электроклэш и дэнс-поп, и характеризуется как «тёмная и экспериментальная». После выхода первого студийного альбома Go Live публика и некоторые развлекательные СМИ начали называть участников группы пионерами «музыки мала тейст» (кор. 마라맛 음악), что связано с остротой пряной приправы мала, и этот термин стал растущей музыкальной тенденцией среди корейских мужских групп. Песни группы изначально подвергались критике за чрезмерный «шум», однако с альбомом Noeasy участники Stray Kids приняли эту критику, заявив, что это «что-то, что они могут использовать как своё оружие». В ходе презентации мини-альбома Rock-Star участники группы сообщили о намерении сохранить упорную музыку с принципами. Stray Kids выразили желание, чтобы их музыка была признана новым жанром, заявив в интервью 2023 года в рамках списка «Лидеров следующего поколения» от журнала Time: «Цель состоит в том, чтобы постоянно прокладывать путь к новым музыкальным темам и добиться признания нашей музыки как жанра „Stray Kids“».
Экспериментальная музыка является частью идентичности Stray Kids с самого начала их карьеры, сочетая жанры на протяжении всей их дискографии. Их дебютный сингл «District 9» представляет собой гибридный жанр, объединяющий хип-хоп, рок и EDM с френетичным басом, сиренами, EDM-бреками, агрессивными рэпами и танцевальными движениями. Они попытались создать новый звук с синглом «Side Effects», энергичным гибридом EDM и попа, вдохновлённым психоделическим трансом. «God's Menu» считается новым жанром, называемым «мала стейст», который определяется как горячие, сильные и острые песни. В «Thunderous» группа использует современные синтезаторы и дропы, сочетая их с традиционными корейскими инструментами, такими как кквэнгвари и традиционные корейские барабаны. «Maniac» представляет собой сингл в стиле трэп с влиянием музыки Ближнего Востока, с «мощным» бойким басом и элементами электропопа. «Case 143» — поп-песня, в которой используется нисходящая хроматическая гамма, изменения тональности, интенсивные рэп-куплеты и гибкий ритм. «S-Class» — сингл стиле хип-хоп с элементами бум-бэпа, олдскула и попа, смешивающий в себе мощные рэп-партии, гремящий бас, соблазнительный электро, хип-хоп 1990-х годов, искрящийся поп и клубный звук. «Lalalala» — сингл в стиле фонка и афробитов с ярко-выраженной электрогитарой, живыми барабанами и гулким басом.

### Написание песен и лирические темы
Stray Kids является идол-группой, обладающая статусом «самопродюсирующейся», участники которой на протяжении почти всей их карьеры активно занимались написанием и композированием песен, а также иногда содействовали в аранжировке, ещё до официального дебюта. Внутренняя продюсерская команда группы, называемая 3Racha, состоит из участников Бан Чана, Чханбина и Хана, которые с 2017 года выпускают самопродюсированные треки на платформе SoundCloud и в значительной степени ответственны за создание музыки Stray Kids, при этом все участники играют важную роль в этом процессе. Все участники группы имеют свои проекты на YouTube, такие как «SKZ-Record» и «SKZ-Player», где каждый из них занимается продюсированием, хореографией или каверами на песни; «Two Kids Song», в рамках которого участники объединялись для написания, продюсирования и записи оригинальной песни с одним и тем же семплом; а также «SKZ Song Camp»: Howl in Harmony, где участники были разделены на три команды и создавали собственные песни.
Основная лирическая тематика песен Stray Kids заключается в процессе и трудностях поиска своей идентичности, особенно на ранних мини-альбомах серий «I Am» и серии «Clé». В сингле «District 9» текст подразумевает, что участники группы испытывают разочарование из-за вопросов о своей идентичности, которую они признались, что ещё не нашли. В песне «My Pace» лирика намекает на то, что сравнение с другими может вызывать нервозность или тревогу, но каждый человек имеет свой собственный ритм. Текст песни «I Am You» посвящён благодарности группы своему слушателю за поддержку, даже в те моменты, когда они сами не знали, кто они. Песня «Miroh» символизирует силу, энергию и стремление Stray Kids войти в трудный «лабиринт» (кор. 미로 Миро), чтобы достичь своих мечт. В «Side Effects» участники группы восстают, потому что хотят действовать согласно своему выбору, даже если этот выбор может иметь побочные эффекты. Лирика подразумевает, что в сложных ситуациях нормально кричать «у меня болит голова», но не следует сдаваться, так как побочные эффекты никогда не бывают постоянными. В песне «Levanter» (кор. 바람) намекается, что ключи, которые они искали, находятся внутри них самих, и что Stray Kids должны оставаться собой, чтобы продолжать своё путешествие, следуя за ветром.
После завершения серий «I Am» и «Clé», Stray Kids нашли свою собственную идентичность, что привело к изменениям в лирической тематике группы. Они представили песню «God's Menu» как свое уникальное звучание; в тексте используются кулинарные метафоры, такие как «Добро пожаловать, в нашем меню легко выбрать то, что хотите», «Это наш вкус, вкус, вкус, вкус» (кор. 탕; суп) и «Вы спрашиваете: „Каков наш секретный ингредиент?“. Но мы даже не используем ни один». Stray Kids столкнулись с критикой, поскольку их звук был воспринят некоторыми как слишком «шумный», однако они «принимают свою шумность» в лирике песни «Thunderous». В «Maniac» группа призывает свою аудиторию принимать свою собственную «странность». Песня «S-Class» является продолжением предыдущего альбома Oddinary, в которой они кричат: «Странный — это я!». В «S-Class» они приглашают слушателей поступать аналогичным образом, используя строки: «Сияй, а не гоняйся за тем, что сверкает». Песня «Lalalala» посвящена празднованию жизни и карьеры участников группы, преодолевая боль, чтобы найти радость и освобождение через музыку.
Песни группы часто затрагивают темы саморазмышления. На дебютном альбоме песни «Mirror» и «3rd Eye» обсуждают трудности поиска истинного себя; в песне «Awaken» подчеркивается важность борьбы за выход из шкафа. Некоторые песни Stray Kids поднимают новые темы, отличные от их предыдущих работ, такие как «Case 143» из Maxident, которая является их первым релизом, прямо посвященным романтической любви.
Stray Kids известны использованием игры слов в своих текстах и названиях песен. Название альбома Go Live сочетает в себе английское слово «go» с корейским словом «ханча» (жизнь) (кор. GO生), но произношение «госен» (кор. 고생) также может означать «трудности» на корейском языке. Песня альбома «God's Menu» также содержит игру слов, основанную на слове ханча «бог» и корейском слове «мэню» (кор. 神메뉴), однако произношение «син-меню» (신메뉴) также может означать «новое меню» на корейском. В Noeasy название альбома объединяет два английские слова «no» и «easy», что означает «не легко», однако его произношение звучит как «шумный». Его заглавный сингл «Thunderous» имеет другое корейское название «сориккун» (кор. 소리꾼; исполнители пансори), которое включает в себя слово «сори» (кор. 소리; звук) и «ккун» (кор. 꾼; суффикс для обозначения «деятелей»), которое также может означать человека, «делавший хорошо звук». Корейское название песни «Lalalala» (кор. 락?, 樂?; Рак; дословно — «удовольствие») также является игрой слов с «рок», выражая мысль о том, что «хотя ты можешь испытывать различные эмоции в жизни, ты надеешься, что последняя эмоция, которую ты выберешь, будет удовольствием».

### Эстетика сцены, спектакля и концепции
Группа Stray Kids была признана за свои сценические выступления и постановки, что отображено в получении множества наград поджанра «дэсан» в данной категории. К числу этих наград относятся награда за «Лучшее выступление года» на «Asia Artist Awards» 2021 года (AAA), награда за «Сцену года» на AAA 2023 года, а также награды за «Лучшее выступление» на «Hanteo Music Awards» 2023 и 2024 годов. Кроме того, группа получила титул «Лидеры корейского выступления». Представители индустрии и средства массовой информации высоко оценили сценические выступления группы во время церемоний вручения наград в конце года.
Stray Kids также получили титул «Кхонсепхтх Масджипх» (кор. 콘셉트 맛집; место/человек с отличным концептом) за их инновационный подход к концепциям каждого выпуска. Концепции группы проявляются в хореографии, музыкальных видеороликах, сценических нарядах и музыкальном стиле; стилист группы, известный под псевдонимом «Dooho» в Instagram, был отмечен за оригинальность оформления костюмов участников. Хореография для песни «God's Menu» включает элементы смешивания, жарки, приправления и нарезки, что согласуется с кулинарной тематикой композиции. В песне «Back Door» используется хореография, имитирующая стук в дверь. В музыкальном видеоклипе для «Thunderous» участники группы танцевали в стилях токкэби (корейского фольклора), в окружении народных инструментов пхунмуль и белых львов, что подчёркивало элементы корейской мифологии.
Stray Kids интегрируют хореографию и сценические атрибуты для завершения своих концептуальных эстетик, особенно во время мероприятий в конце года и конкурсов. Во время 35-й церемонии «Golden Disc Awards» группа исполнила «God’s Menu», сочетая элегантные танцевальные движения с использованием большого вентилятора, что принесло им награду за лучшее выступление. Во время выступления на 2020 SBS Gayo Daejeon они представили шоу нанта, акцентируя кухонную тематику «God’s Menu». На «SBS Gayo Daejeon» 2021 года они исполнили «Winter Falls» и «Thunderous» в рождественской версии, использовав точечную хореографию с тростями, что создало сцены из веб-сериала «Игра в кальмара», а также включало тап-танец Феликса.

Постер вступительной сцены бой-бэнда Stray Kids для участия в шоу «Kingdom: Legendary War»

Группа приняла участие и победила в конкурсном шоу «Kingdom: Legendary War» 2021 года, где они выступали в течение пяти раундов, включая вводный этап. На вводном этапе коллектив представил песню «Miroh» в пределах 100-секундного временного лимита, с неоновым светодиодным фонариком в стиле «флешмоб», карманным керамбитом, волчьими татуировками на спинах рук и акробатической хореографией, включающей сальто назад, карабканье на человеческую пирамиду и волка, чтобы выразить исследование гор и рек. На первом раунде они представили песню «Jasin» (кор. 스스로 '자', 귀신 '신'), которая является мэшапом их песен «God’s Menu» и «Side Effects», подразумевая тему «Мы выбрали стать злом, чтобы выжить», с сольным исполнением каждого участника, борющегося с прессингом через акробатику. В день трансляции этого эпизода эксперты похвалили первый конкурсный выход Stray Kids, говоря: «Сцена, которая хорошо выражает борьбу с самим собой через гармонию чёрного и белого», и «Группа с мощным духом в качестве силы», также были отмечены выдающиеся сценические способности музыкантов. На втором раунде они обменялись песнями с бой-бэндом BtoB и исполнили аранжировку песни «I’ll be Your Man», показав свои вокальные способности и немного изменённые тексты для соответствия теме «жертвовать собой демонам, чтобы спасти любимого человека». Выступление участников включало уничтожение мифического храма, использование объектов, таких как букет цветов, сердце, носовые платки и ножи.
Третий раунд состоял из двух частей: в первой части группа работала с BtoB и Ateez, чтобы исполнить рэп, танец и вокал, во второй части они исполнили песню без ограничений. В третьей части первой части юнита 3Racha (Бан Чан, Чханбин и Хан) выступили с Ли Минхёком и Ким Хон Джуном в треке «Colours» (кор. 물감놀이) в категории рэп, с остроумными текстами, которые подразумевали тему «каждый разный цвет становится единым благодаря музыке», а также игривой красочной холи-вариации на сцене. Ли Ноу, Феликс и Ай Эн исполнили хореографию на песню Exo «Wolf» с Пыниэльем, Уёном, Саном, Юнхо, Ёсаном и Сонхва в категории танца, с партнерской хореографией, крампингом Пыниэлья, финалом в полете и мимическими выражениями, которые обозначали дикую природу волка. Сынмин исполнил «Love Poem» от IU Ынкваном и Чонхо в категории вокала, выражая гармоничный тон их переработанной версии песни.
В третьем раунде, второй части, группа Stray Kids представила мэшап песен «God’s Menu» и «Ddu-Du Ddu-Du» гёрл-группы Blackpink, вдохновлённый концепцией фильма «Дэдпул». В своем выступлении они использовали различные реквизиты, такие как светодиодные лампы, рисоварки, элементы метрополитена, танки, звуковые колонки, флаги и пистолеты. Данное выступление получило высокую оценку как от представителей индустрии, так и от общественности, включая актёра Райана Рейнольдса, знаменитого по роли Дэдпула, и его друга, актёра Хью Джекмана. В четвёртом раунде группа исполнила новую песню «Wolfgang», которая была вдохновлена жизнью и творчеством немецкого композитора Вольфганга Амадея Моцарта и включала в себя концепцию «волчьей стаи, занимающейся музыкой».

## Вклад и влияние
В 2023 году журнал Time включил Stray Kids в свой список «Лидеров следующего поколения» за успехи на международных рынках. Британская служба Rolling Stone прозвал их «величайшим коллективом в мире, которому удалось побить многочисленные рекорды». Согласно данным Международной федерации производителей фонограмм (IFPI), Stray Kids становились седьмыми самыми продаваемыми исполнителями в мире в 2022 году. В 2023 году их третий корейскоязычный студийный альбом 5-Star стал альбомом с крупнейшим количеством предварительных заказов более пяти миллионов копий в истории K-pop. По версии МФПФ, 5-Star и Rock-Star были отмечены соответственно как второй и пятый самые продаваемые альбомы, в то время как Stray Kids были признаны третьими самыми продаваемыми исполнителями в мире, уступая певице Тейлор Свифт и бой-бэнду Seventeen. Stray Kids также стали первыми исполнителями, чьи шесть изданий, такие как Oddinary, Maxident, 5-Star, Rock-Star, Ate и Hop, дебютировали на первой позиции в американском альбомном хит-параде Billboard 200. По состоянию на декабрь 2024 года, было продано более 31 миллионов экземпляров альбомов группы, среди которых 28 миллионов копий корейского производства, а три миллионов — японского. В марте 2025 года ансамбль стал первой K-pop-группой, чьи пять альбомов, как Maxident, 5-Star, Rock-Star, Ate и Hop, были сертифицированы как золотые в США.
Stray Kids получили мировое признание за своё творчество, выступая хэдлайнерами многих международных музыкальных фестивалей, как Lollapalooza (в Париже в 2023 и в Чикаго в 2024), BST Hyde Park и I-Days, став первой K-pop-группой, достигшего этого. Критик Ха Джэ Гын высоко оценил группу за «элитные» выступления, таланты и музыку, которые, по его словам, «неизменно соответствуют определённому уровню их качества, либо преобладают его, что побудило обыкновенным образом слушателей со всего мира интересоваться на привлекательность участников». В августе 2024 года Stray Kids стали первым K-pop-коллективом, впервые появившись на обложке британского подразделения американского журнала Rolling Stone.
Творчество Stray Kids вдохновило других мужских групп, такие как Ghost9, Trendz, Dxmon, Nexz, All(H)Ours, WHIB, Commander Man и KickFlip.

## Награды и номинации
Stray Kids неоднократно одерживали победы на протяжении всей карьеры. 4 апреля 2019 года впервые победили в телевизионном шоу «M Countdown» с синглом «Miroh». Группа стала лауреатом многих премий на южнокорейской и международной аренах, в число которых входят Asia Artist Awards (11 раз), Circle Chart Music Awards (6 раз), The Fact Music Awards (9 раз), Golden Disc Awards (7 раз), Hanteo Music Awards (6 раз), Mnet Asian Music Awards (7 раз), Japan Gold Disc Awards (2 раза), Billboard Music Awards (2 раза), iHeartRadio Music Awards, MTV Europe Music Awards, MTV Video Music Awards (за лучшее K-pop-видео), MTV Video Music Awards Japan, Nickelodeon Mexico Kids' Choice Awards и People’s Choice Awards. Stray Kids удостоились дэсанов шесть раз: три раза подряд в Asia Artist Awards (2021—2023), два раза подряд в Hanteo Music Awards (2022—2023) и один раз в Asia Star Entertainer Awards (2024).
Stray Kids также стали первой K-pop-группой, чей альбом, 5-Star, был продан тиражом более пяти миллионов предварительных заказов по состоянию на 1 июня 2023 года. 21 октября 2023 года группа получила почётную премию от Министерства культуры, спорта и туризма Республики Корея. Как сообщает Oricon, Stray Kids становились пятым самыми продаваемым исполнителями в Японии с 2022 по 2024 год.

## Участники

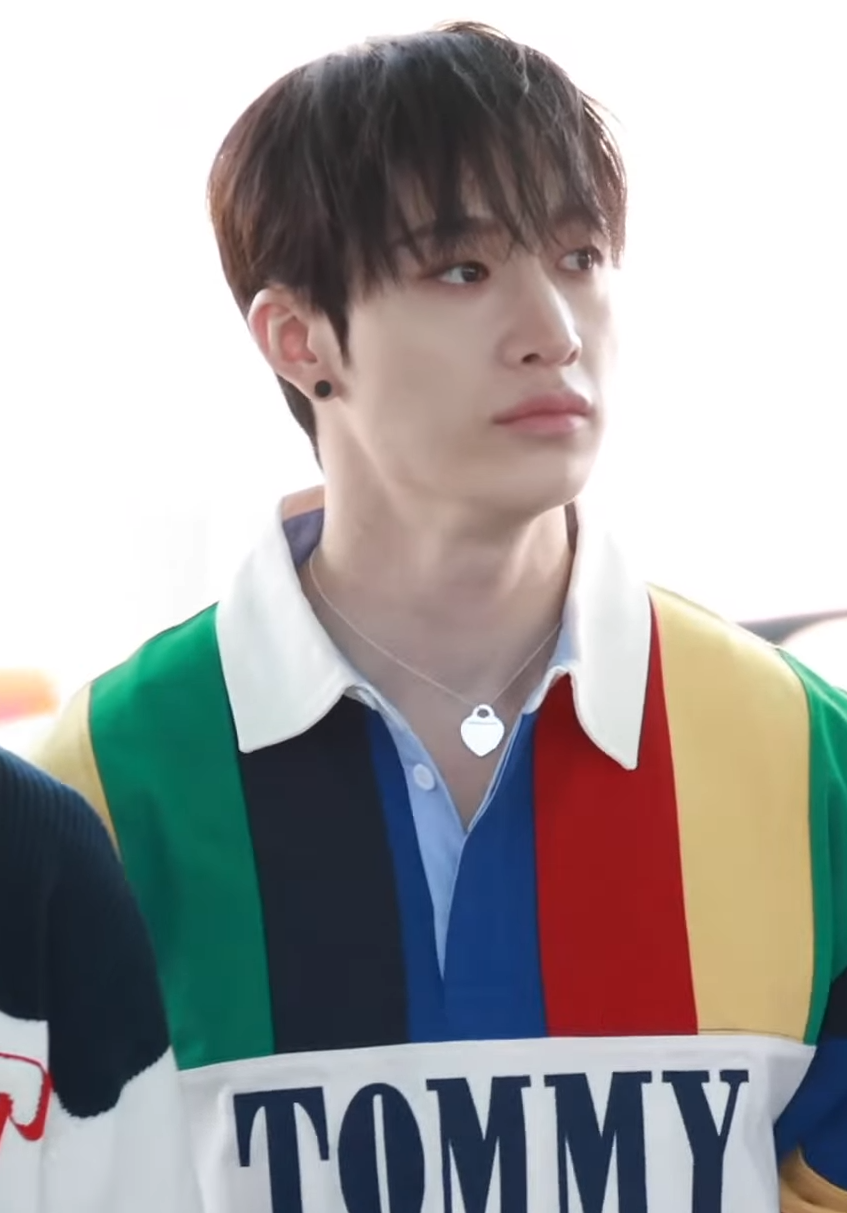
Бан Чан
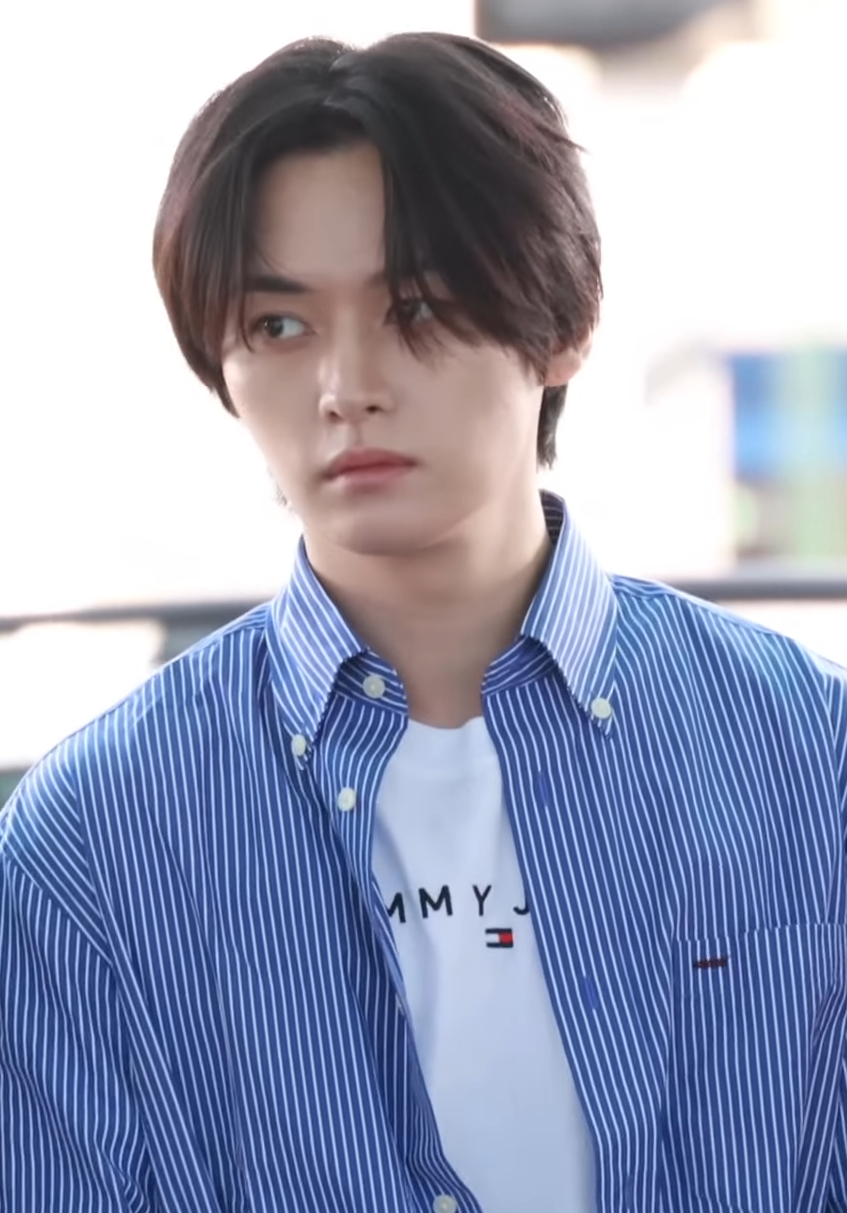
Ли Ноу
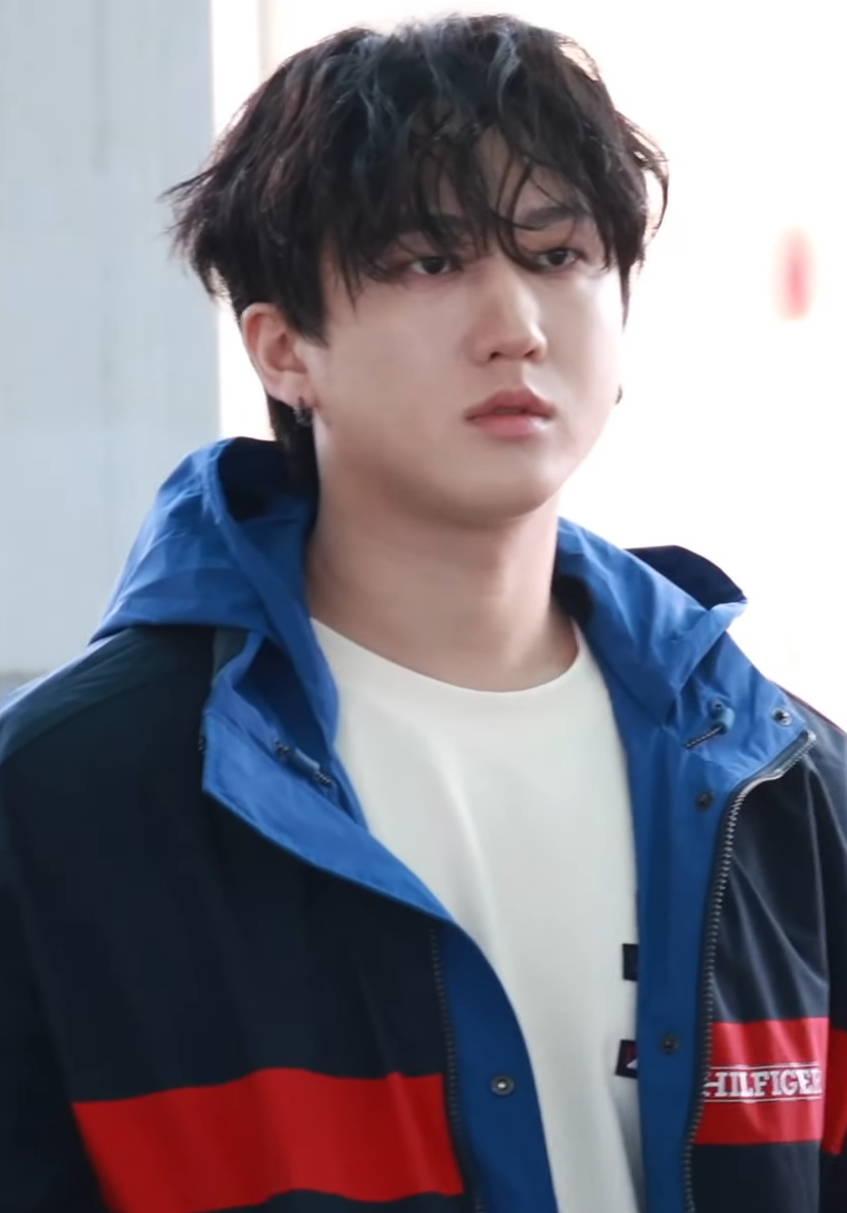
Чханбин
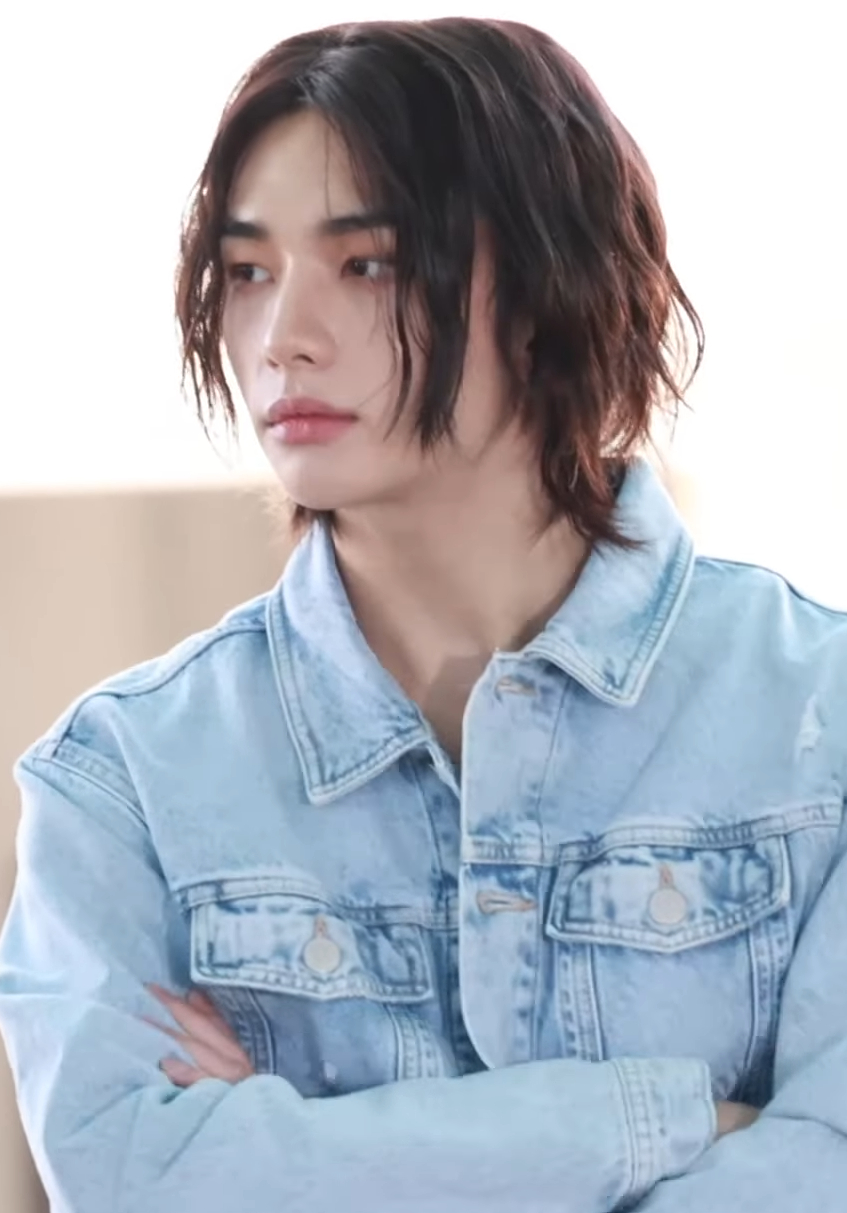
Хёнджин
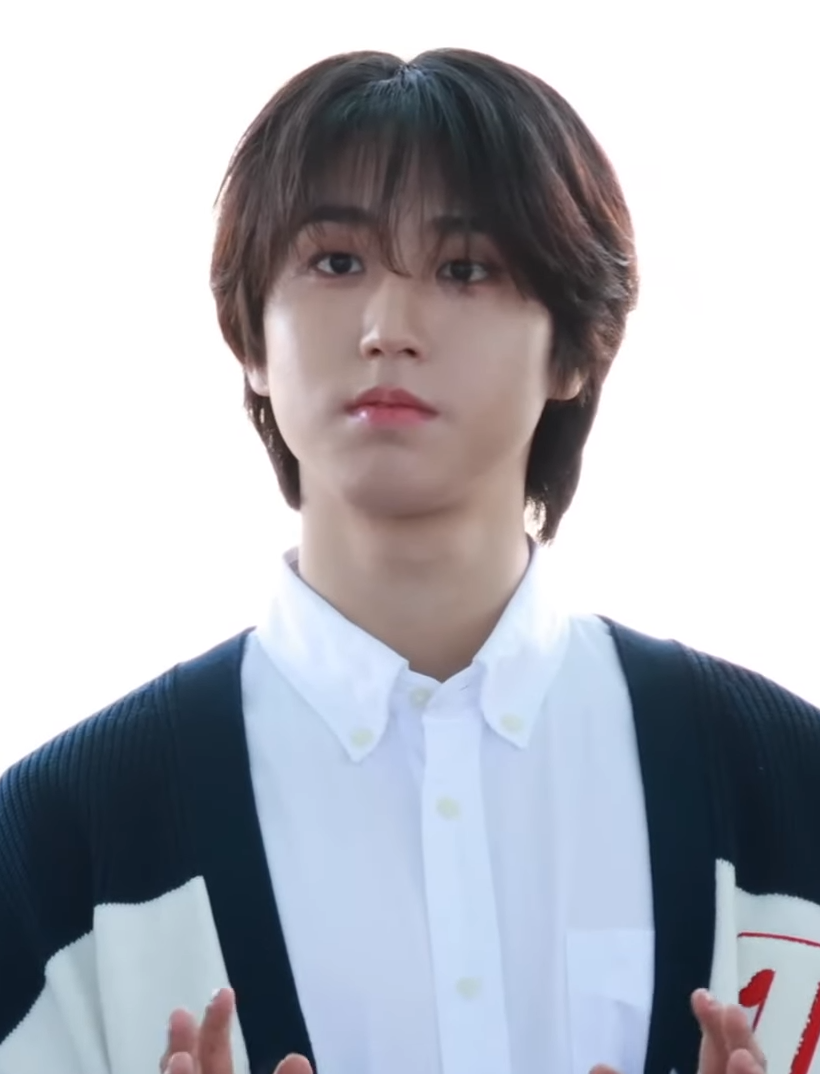
Хан
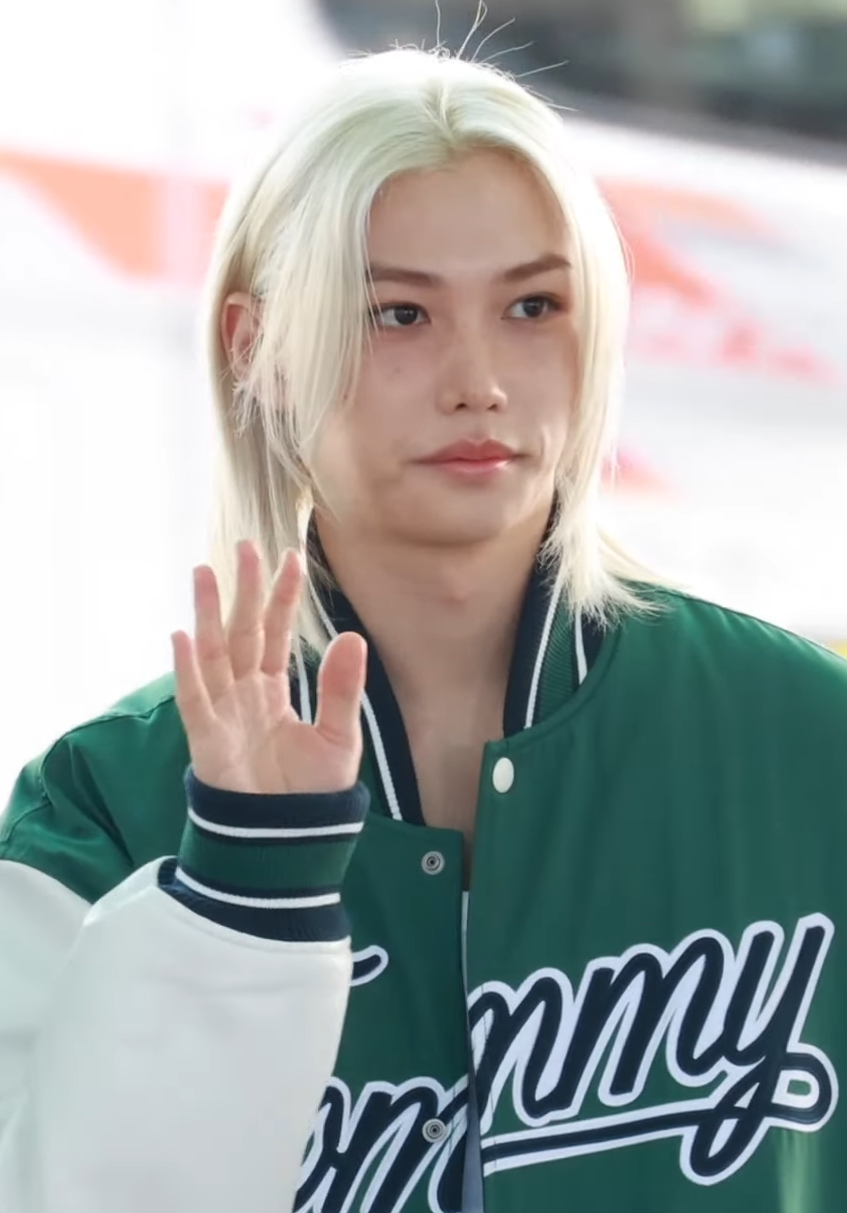
Феликс
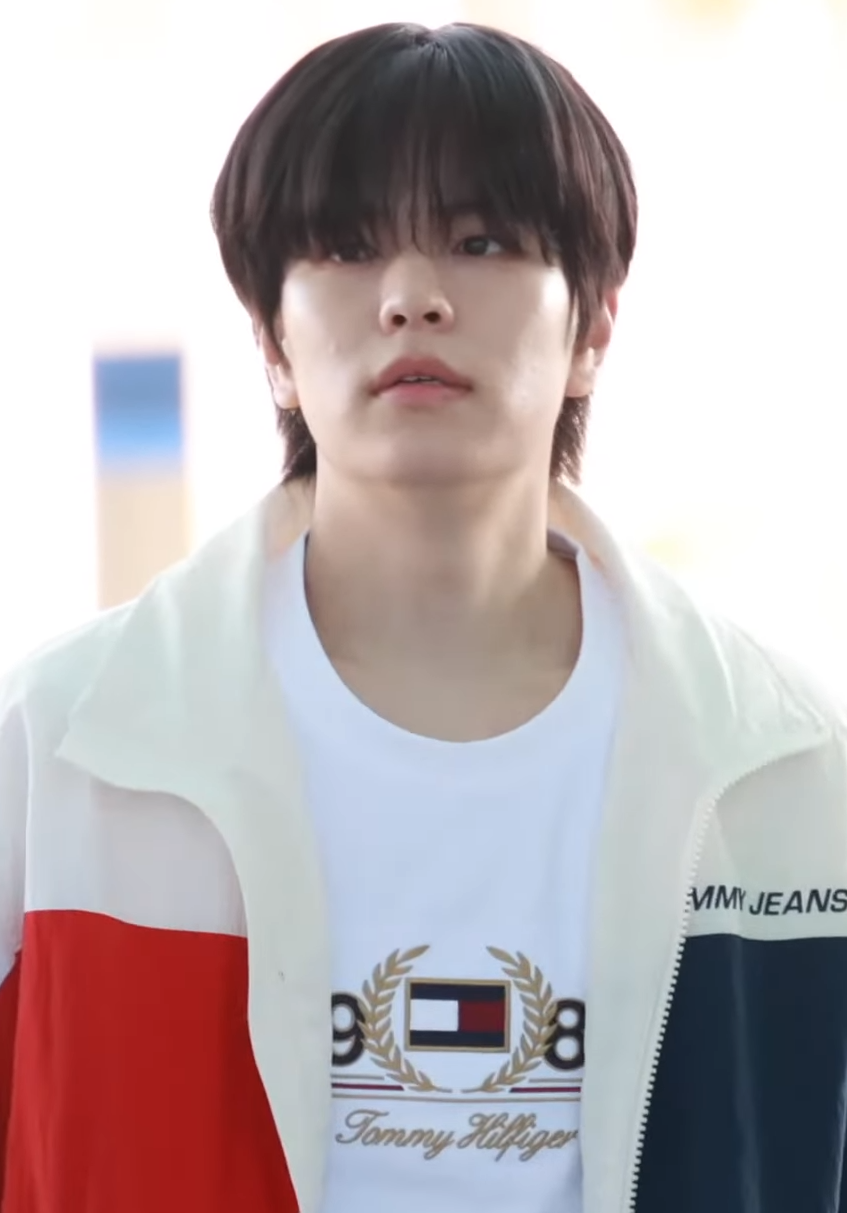
Сынмин
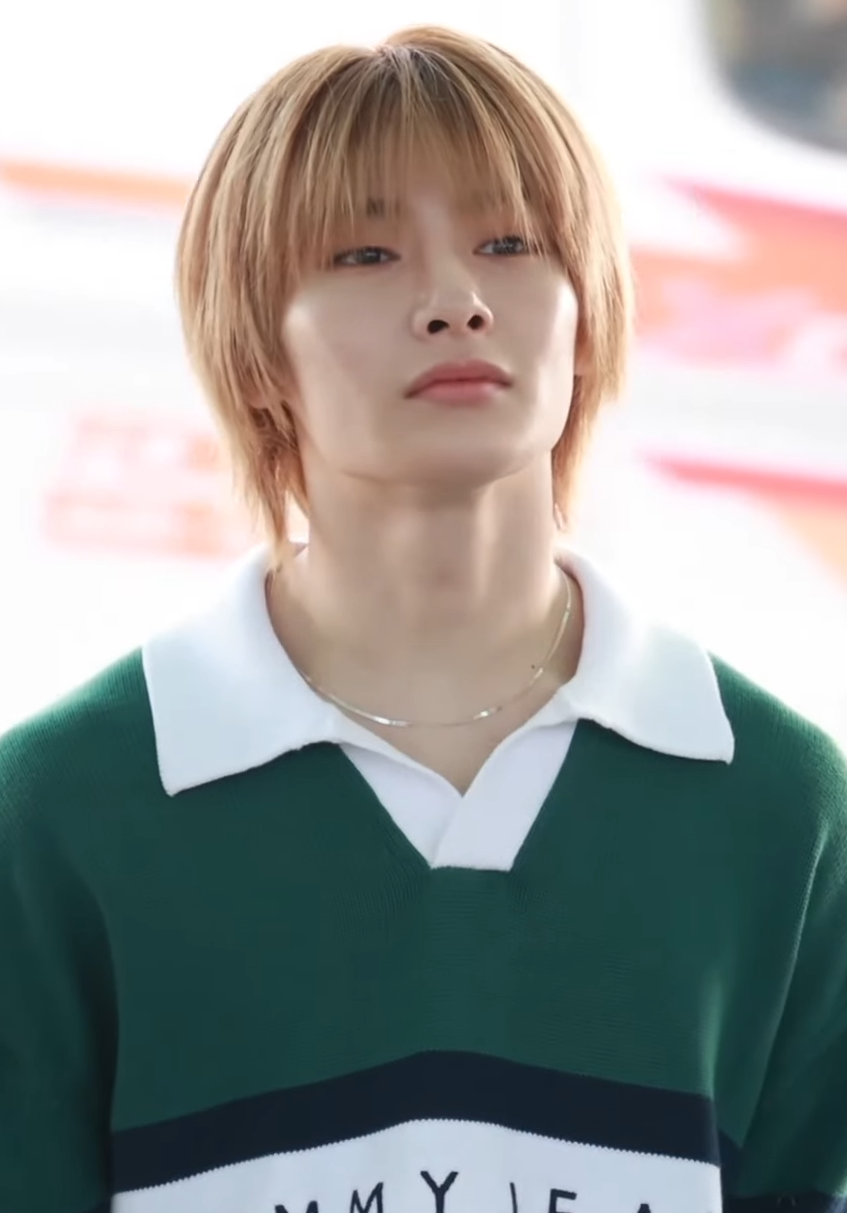
Ай Эн

28 октября 2019 года Уджин покинул группу и разорвал контракт с лейблом JYP Entertainment по неизвестным личным причинам. С февраля по июль 2021 года Хёнджин был в перерыве в связи с обвинениями в издевательствах, однако в августе вернулся в коллектив. Бан Чан, Чханбин и Хан также являются участниками внутреннего продюсерского юнита 3Racha в составе Stray Kids и постоянно участвуют в написании текстов и композиций для группы.

### Действующие участники
| Сценический псевдоним | Сценический псевдоним | Настоящее имя     | Настоящее имя           | Дата рождения | Позиция в группе                |
| Русский               | Хангыль/Английский    | Русский           | Хангыль/Английский      | Дата рождения | Позиция в группе                |
| --------------------- | --------------------- | ----------------- | ----------------------- | ------------- | ------------------------------- |
| Бан Чан               | 방찬 (Bang Chan)      | Кристофер Чан Бан | Christopher Chahn Bahng | 03.10.1997    | Лидер, вокалист, рэпер и танцор |
| Ли Ноу                | 리노 (Lee Know)       | Ли Минхо          | 이민호                  | 25.10.1998    | Главный танцор, вокалист        |
| Чханбин               | 창빈 (Changbin)       | Со Чханбин        | 서창빈                  | 11.08.1999    | Рэпер                           |
| Хёнджин               | 현진 (Hyunjin)        | Хван Хёнджин      | 황현진                  | 20.03.2000    | Танцор и рэпер                  |
| Хан                   | 한 (Han)              | Хан Джисон        | 한지성                  | 14.09.2000    | Рэпер и вокалист                |
| Феликс                | 필릭스 (Felix)        | Ли Ёнбок          | 이용복                  | 15.09.2000    | Танцор и рэпер                  |
| Сынмин                | 승민 (Seungmin)       | Ким Сынмин        | 김승민                  | 22.09.2000    | Вокалист                        |
| Ай Эн                 | 아이엔 (I.N)          | Ян Джонъин        | 양정인                  | 08.02.2001    | Вокалист                        |

### Бывшие участники
| Сценический псевдоним | Сценический псевдоним | Настоящее имя | Настоящее имя | Дата рождения | Позиция в группе |
| Русский               | Хангыль/Английский    | Русский       | Хангыль       | Дата рождения | Позиция в группе |
| --------------------- | --------------------- | ------------- | ------------- | ------------- | ---------------- |
| Уджин                 | 우진 (Woojin)         | Ким Уджин     | 김우진        | 08.04.1997    | Вокалист         |

## Дискография
| Корейские альбомы Студийные альбомы Go Live (2020) Noeasy (2021) 5-Star (2023) Karma (2025) Мини-альбомы Mixtape (2018; пре-дебют) I Am Not (2018) I Am Who (2018) I Am You (2018) Clé 1: Miroh (2019) Clé 2: Yellow Wood (2019) Clé: Levanter (2019) Oddinary (2022) Maxident (2022) Rock-Star (2023) Ate (2024) | Японские альбомы Студийные альбомы The Sound (2023) Giant (2024) Мини-альбомы All In (2020) Circus (2022) Social Path / Super Bowl (2023) Hollow (2025) |  |

## Фильмография

### Телевизионные сериалы
| Год  | Название                        | Примечание                                          | Источник |
| ---- | ------------------------------- | --------------------------------------------------- | -------- |
| 2017 | «Stray Kids»                    |                                                     | [ 300 ]  |
| 2019 | «Finding SKZ»                   |                                                     | [ 301 ]  |
| 2020 | «Finding SKZ God Edition»       |                                                     | [ 302 ]  |
| 2021 | «Kingdom: Legendary War»        | Хёнджин не участвовал в шоу начиная со второй серии | [ 303 ]  |
| 2021 | «Kingdom Week <No+>»            |                                                     | [ 304 ]  |
| 2022 | «Finding SKZ Get Edition»       |                                                     | [ 305 ]  |
| 2023 | «Stray Kids Tokyo Mission Tour» |                                                     | [ 306 ]  |

### Короткометражные фильмы
| Год  | Название | Роль       | Ссылка  |
| ---- | -------- | ---------- | ------- |
| 2023 | SKZflix  | Самих себя | [ 307 ] |

## Концертные туры
- «Unveil Tour „I Am…“» (2019)
- «Maniac World Tour» (2022—2023)
- «5-Star Dome Tour» (2023)
- «Dominate World Tour» (2024—2025)

### Комментарии
1. 1 2 3 4  В именах Чханбина и Ян Джонъина встречаются варианты написания Со Чанбин и Ян Чонин, однако они не соответствуют системе Концевича.
2. ↑  Некоторые песни собственного производства были позже официально выпущены в сборнике SKZ-Replay.
3. ↑  Результат серии Two Kids Song не был официально опубликован, а только выложен на официальном YouTube-канале Stray Kids. Команда Бан Чана и Феликса с песней «One More Page» (кор. 한장더), команда Ли Ноу и Хана с песней «Ice Americano», команда Чханбин и Ай Эна с песней «Sensitive Boss» (Yeah민Boss) и команда Хёнджина и Сынмина с песней «King of Nagging» (кор. 잔소리 대마왕).
4. ↑  Итог «SKZ Song Camp»: «Howl in Harmony» вошёл в альбом Noeasy. Команда Бан Чанa и Хёнджина с песней «Red Lights» (кор. 강박), команда Ли Ноу, Чханбина и Феликса с песней «Surfin» и команда Хана, Сынмина и Ай Эна с песней «Gone Away».
5. 1 2  Дэсан (кор. 대상) — высшая награда, вручаемая на южнокорейских церемониях вручения музыкальных премий в знак признания заслуг артиста (артистов), добившегося наибольших физических и цифровых успехов за год[229].
6. ↑  «Colours» — новая песня для третьего раунда первой части «Kingdom: Legendary War»; написана юнитом 3Racha, Минхёком и Хонджуном вместе перед выступлением; процесс создания песни был включён в седьмом эпизоде шоу[252].
7. ↑  В некоторых источниках также встречается другие варианты имени: Феликс Ёнбок Ли[298], Ли Феликс[299].